# QX Большой Медведицы
QX Большой Медведицы (лат. QX Ursae Majoris) — одиночная переменная звезда в созвездии Большой Медведицы на расстоянии (вычисленном из значения параллакса) приблизительно 9208 световых лет (около 2823 парсеков) от Солнца. Видимая звёздная величина звезды — от +13,03m до +12,59m.

## Характеристики
QX Большой Медведицы — пульсирующая переменная звезда типа RR Лиры (RRC).